# Пессинунт
Пессинунт (др.-греч. Πεσσινούς, лат. Pessinus) — важный античный город в области Галатия, на границе с Фригией, . Важнейший в Анатолии религиозный центр. Во времена Пергамской династии Атталидов, контролировавшей город с III в до н. э., по свидетельству Страбона здесь было основано святилище анатолийской Матери богов (Кибелы Пессинунтской), которой поклонялись под именем Агдистис. В богатом храме находилось деревянное (по Ливию — каменное) изображение богини, которое римляне в 204 году до н. э. перевезли в Рим согласно произнесённому сивиллой пророчеству, по которому с изображением связана судьба Рима. Иерокл упоминает Пессинунт как один из девяти важных городов и столицу Галатии. Сейчас территория города представляет собой пустынное место недалеко от Анкары в долине Баллыхисар у деревни Баллыхисар.